# Chironomus coaetaneus
Chironomus coaetaneus är en tvåvingeart som beskrevs av Hirvenoja 1998. Chironomus coaetaneus ingår i släktet Chironomus, och familjen fjädermyggor. Arten har ej påträffats i Sverige.